# Liste der größten Städte in Rheinland-Pfalz
Die Liste der größten Städte in Rheinland-Pfalz nennt die Städte und Gemeinden im deutschen Land Rheinland-Pfalz mit mehr als 15.000 Einwohnern. Die Einwohnerzahl bezieht sich auf die amtliche Fortschreibung des Statistischen Landesamts Rheinland-Pfalz zum 31. Dezember 2024.
Bei jeder Stadt sind der gemeinderechtliche Status sowie die Kreis- und Regionszugehörigkeit angegeben. Es handelt sich um alle kreisfreien Städte und alle Großen kreisangehörigen Städte des Landes sowie mehrere kreisangehörige Städte, die mit ihrer Einwohnerzahl unter 25.000 Einwohnern nicht als Große kreisangehörige Städte zählen. Demgegenüber sind die Städte Mayen und Lahnstein trotz ihrer geringeren Einwohnerzahl als Große kreisangehörige Städte eingestuft, da ihnen dieser Status im Zuge der Gebietsreformen in den 1970er Jahren zuerkannt wurde.
Zur geographischen Einordnung innerhalb des Landes wurden die Planungsregionen herangezogen, da sich viele Städte in Rheinland-Pfalz aufgrund ihrer wechselhaften Geschichte nicht eindeutig einer historischen Region zuordnen lassen und es keine Regierungsbezirke mehr gibt.
Tatsächlich hat als einzige Gemeinde in der Liste lediglich Haßloch keine Stadtrechte (Stand 2023). Haßloch gilt als größte aus einem einzigen Ortskern gewachsene Gemeinde dieser Art in Deutschland und zählt zu den größten nicht städtischen Kommunen der Bundesrepublik.
Informationen zu allen rheinland-pfälzischen Städten können der Liste der Städte in Rheinland-Pfalz entnommen werden.
| Rang | Stadt                      | Status                      | Landkreis               | Planungsregion               | Einwohner 31. Dezember 2024 |
| ---- | -------------------------- | --------------------------- | ----------------------- | ---------------------------- | --------------------------- |
| 01   | Mainz                      | Kreisfreie Stadt            | –                       | Rheinhessen-Nahe             | 224.684                     |
| 02   | Ludwigshafen am Rhein      | Kreisfreie Stadt            | –                       | Rheinpfalz                   | 177.222                     |
| 03   | Koblenz                    | Kreisfreie Stadt            | –                       | Mittelrhein-Westerwald       | 113.378                     |
| 04   | Trier                      | Kreisfreie Stadt            | –                       | Trier                        | 104.342                     |
| 05   | Kaiserslautern             | Kreisfreie Stadt            | –                       | Westpfalz                    | 100.426                     |
| 06   | Worms                      | Kreisfreie Stadt            | –                       | Rheinhessen-Nahe, Rheinpfalz | 86.753                      |
| 07   | Neuwied                    | Große kreisangehörige Stadt | Neuwied                 | Mittelrhein-Westerwald       | 67.083                      |
| 08   | Bad Kreuznach              | Große kreisangehörige Stadt | Bad Kreuznach           | Rheinhessen-Nahe             | 54.168                      |
| 09   | Neustadt an der Weinstraße | Kreisfreie Stadt            | –                       | Rheinpfalz                   | 52.945                      |
| 010  | Speyer                     | Kreisfreie Stadt            | –                       | Rheinpfalz                   | 49.564                      |
| 011  | Landau in der Pfalz        | Kreisfreie Stadt            | –                       | Rheinpfalz                   | 48.209                      |
| 012  | Frankenthal (Pfalz)        | Kreisfreie Stadt            | –                       | Rheinpfalz                   | 48.140                      |
| 013  | Pirmasens                  | Kreisfreie Stadt            | –                       | Westpfalz                    | 39.761                      |
| 014  | Ingelheim am Rhein         | Große kreisangehörige Stadt | Mainz-Bingen            | Rheinhessen-Nahe             | 35.016                      |
| 015  | Zweibrücken                | Kreisfreie Stadt            | –                       | Westpfalz                    | 33.323                      |
| 016  | Andernach                  | Große kreisangehörige Stadt | Mayen-Koblenz           | Mittelrhein-Westerwald       | 30.039                      |
| 017  | Idar-Oberstein             | Große kreisangehörige Stadt | Birkenfeld              | Rheinhessen-Nahe             | 29.158                      |
| 018  | Bad Neuenahr-Ahrweiler     | Große kreisangehörige Stadt | Ahrweiler               | Mittelrhein-Westerwald       | 27.961                      |
| 019  | Bingen am Rhein            | Große kreisangehörige Stadt | Mainz-Bingen            | Rheinhessen-Nahe             | 25.384                      |
| 020  | Germersheim                | Kreisangehörige Stadt       | Germersheim             | Rheinpfalz                   | 21.715                      |
| 021  | Schifferstadt              | Kreisangehörige Stadt       | Rhein-Pfalz-Kreis       | Rheinpfalz                   | 21.387                      |
| 022  | Haßloch                    | Verbandsfreie Gemeinde      | Bad Dürkheim            | Rheinpfalz                   | 20.396                      |
| 023  | Mayen                      | Große kreisangehörige Stadt | Mayen-Koblenz           | Mittelrhein-Westerwald       | 19.713                      |
| 024  | Alzey                      | Kreisangehörige Stadt       | Alzey-Worms             | Rheinhessen-Nahe             | 19.468                      |
| 025  | Bad Dürkheim               | Kreisangehörige Stadt       | Bad Dürkheim            | Rheinpfalz                   | 19.159                      |
| 026  | Wittlich                   | Kreisangehörige Stadt       | Bernkastel-Wittlich     | Trier                        | 19.049                      |
| 027  | Lahnstein                  | Große Kreisangehörige Stadt | Rhein-Lahn-Kreis        | Mittelrhein-Westerwald       | 18.719                      |
| 028  | Wörth am Rhein             | Kreisangehörige Stadt       | Germersheim             | Rheinpfalz                   | 18.387                      |
| 029  | Konz                       | Kreisangehörige Stadt       | Trier-Saarburg          | Trier                        | 18.121                      |
| 030  | Bendorf                    | Kreisangehörige Stadt       | Mayen-Koblenz           | Mittelrhein-Westerwald       | 17.726                      |
| 031  | Remagen                    | Kreisangehörige Stadt       | Ahrweiler               | Mittelrhein-Westerwald       | 17.387                      |
| 032  | Sinzig                     | Kreisangehörige Stadt       | Ahrweiler               | Mittelrhein-Westerwald       | 17.256                      |
| 033  | Boppard                    | Kreisangehörige Stadt       | Rhein-Hunsrück-Kreis    | Mittelrhein-Westerwald       | 15.771                      |
| 034  | Bitburg                    | Kreisangehörige Stadt       | Eifelkreis Bitburg-Prüm | Trier                        | 15.554                      |